# Università Politecnica di Tirana
L'Università Politecnica di Tirana (in albanese: Universiteti Politeknik i Tiranës, in acronimo UPT), nota semplicemente come Politecnico di Tirana, è un'università statale albanese con sede a Tirana. Si tratta dell'università più anziana dell'Albania ed è la seconda per numero di studenti dopo l'Università di Tirana.

## Storia
Nel 1951 fu creato l'Istituto Politecnico Superiore di Tirana che contava tre rami dell'ingegneria: civile, elettrica e meccanica; il personale accademico era formato inizialmente da docenti russi e assistenti albanesi, in larga parte formatisi negli atenei dell'Europa orientale.
Nel 1957 il Presidium dell'Assemblea popolare della Repubblica Popolare Socialista d'Albania deliberò l'istituzione dell'Università Statale di Tirana, a cui fu accorpato anche l'Istituto Politecnico; all'interno del neonato ateneo l'eredità dell'istituto fu quindi raccolta dalla Facoltà di Ingegneria che era composta dalle sezioni di ingegneria meccanica, ingegneria elettrica, ingegneria civile e geologia.
Nel 1991 la Facoltà di Ingegneria è stata nuovamente scorporata con la creazione dell'Università Politecnica di Tirana. Le quattro facoltà esistenti sono state affiancate nel 2007 dalle facoltà di Informatica, Ingegneria matematica ed ingegneria fisica e poi nel 2013 dalla Facoltà di Architettura ed Urbanistica (quest'ultima scorporata dalla Facoltà di Ingegneria civile); inoltre nel 2011 gli istituti di energia, acqua e ambiente (INEUM) e di geoscienza (INGJSH) sono stati accorpati al politecnico.

## Struttura
- Facoltà di Tecnologia dell'informazione (FTI)
  - Dipartimento di elettronica e telecomunicazioni
  - Dipartimento di ingegneria informatica
  - Dipartimento di fondamenti di informatica
  - Centro per la ricerca e lo sviluppo nelle tecnologie dell'informazione e della comunicazione
- Facoltà di Ingegneria elettrica (FIE)
- Facoltà di Ingegneria meccanica (FIM)
- Facoltà di Architettura ed Urbanistica (FAU)
  - Dipartimento di architettura
  - Dipartimento di urbanistica
  - Dipartimento di restauro e tecnologie dell'architettura
- Facoltà di Ingegneria civile (FIN)
  - Dipartimento delle costruzioni edili e delle infrastrutture dei trasporti
  - Dipartimento di meccanica strutturale
  - Dipartimento di geodesia
  - Dipartimento dell'ambiente
  - Dipartimento di idraulica ed idrotecnica
- Facoltà di Ingegneria matematica ed Ingegneria fisica (FIMIF)
- Facoltà di Geologia e Mineralogia (FGJM)
- Istituto di Geoscienze (IGEO)
  - Dipartimento di idrologia
  - Dipartimento di meteorologia
  - Dipartimento di geologia
  - Dipartimento di sismologia